# Fyrisbiografen

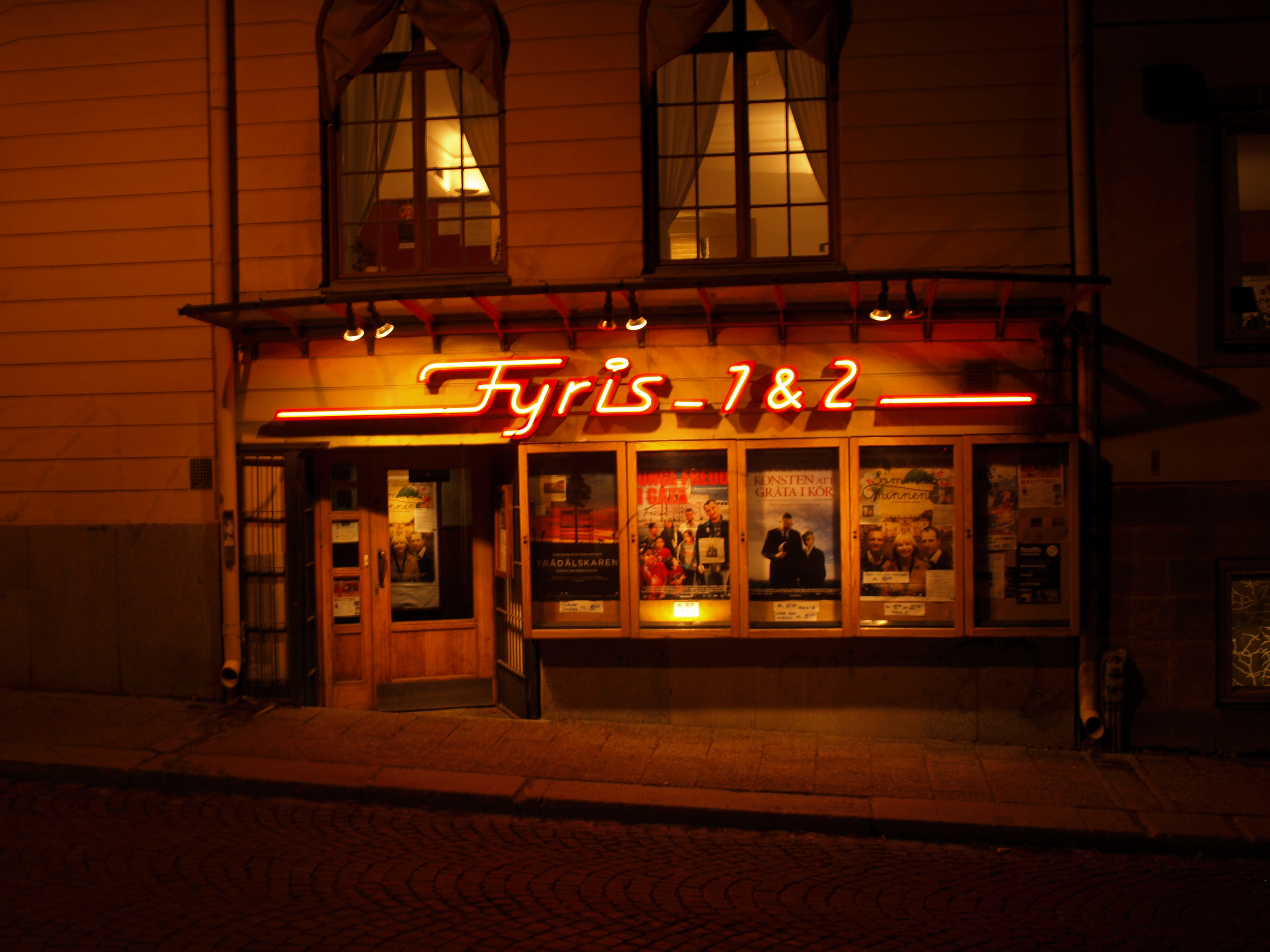
Fyrisbiografen i november 2008.

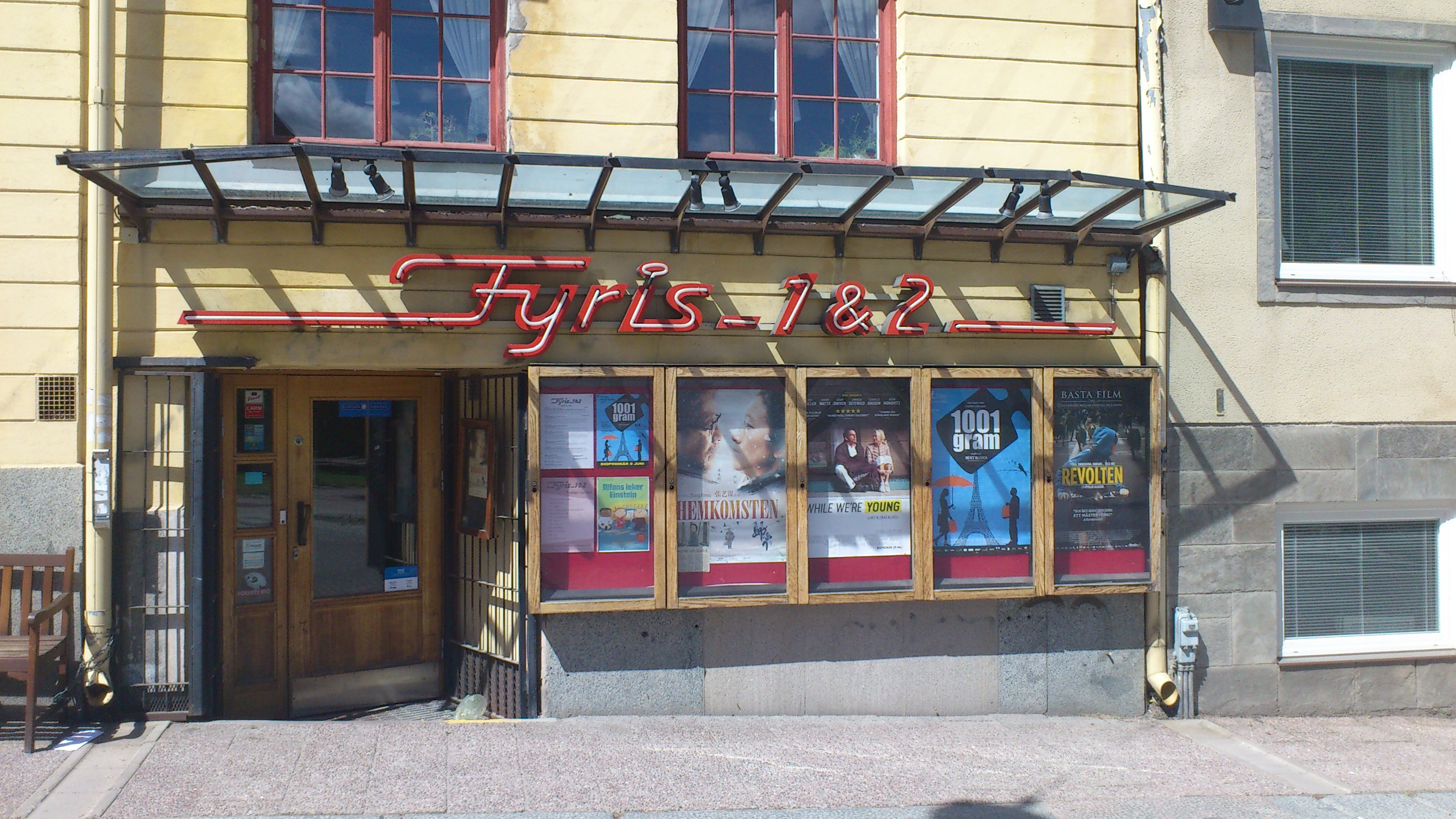
Fyrisbiografen i juni 2015.

Fyrisbiografen är en biograf i Uppsala som har funnits sedan 1911 på Sankt Olofsgatan 10 i det så kallade Skandalhuset. Biografen visar kvalitetsfilm från hela världen.
Biografen har två salonger, Fyris 1 och Fyris 2, med sammanlagt 123 platser.

## Historia
Fyrisbiografen är en av Sveriges äldsta biografer som ännu är i drift. Den öppnades i november 1911 av Hugo Plengiér, som hade flera biografer både i Uppsala och på andra platser. Han var även medlem och initiativtagare till bildandet av Sveriges Biografägare-förbund. Hans imperium missköttes efter hans bortgång, så 1930 lades verksamheten ner och den övertogs 1931 av David Annell. Annell hade tidigare varit ägare till flera biografer i hela landet, bland andra Slottsbiografen i Uppsala, men när ljudfilmen kom och den dyrbara ljudapparaturen skulle installeras blev det för stora kostnader, samtidigt som inkomsterna sjönk på grund av svårigheten att få tag i tillräckligt attraktiva filmer. Det slutade med att han fick gå ifrån sin biokedja.
Familjen Annell enades om att försöka driva bion på ett annat sätt än de stora biokedjorna och inriktade sig främst på europeisk film av hög konstnärlig kvalitet. Visserligen fanns ej överflöd på sådana filmer, men starten blev lyckad med premiär på Czinners film Ariane med Elisabeth Bergner i huvudrollen och sedan följde filmer av Pabst, Fritz Lang med fler av den tidens stora filmskapare. Detta visade sig vara en framgångsrik programpolitik, som uppmärksammades av Landstinget, som 1981 tilldelade Torsten Annell (som på 1960-talet övertog driften efter sin far) årets kulturstipendium för långvarig, medveten satsning på kvalitetsfilm.
År 1983 gav Uppsala kommuns kulturnämnd ett hedersstipendium till Torsten Annell för att på ett övertygande sätt visat att det går att utan bidrag driva en biograf med höga kvalitetskrav som riktmärke. År 1995 erhöll biografen ett stipendium av Filminstitutet för att som privatägd bio ha lyckats hålla en konstnärligt hög standard. År 1991 tillkom Fyris 2, som trots att den bara har 29 platser blev av stort värde genom större frihet att variera utbudet av film. År 1998 blev biografen antagen som medlem i EUROPA CINEMA som inom EU arbetar för att befrämja visning av europeisk film och halvårsvis utdelar bidrag efter en poängskala baserad på antalet visade europeiska filmer.
År 2005 erhöll Torsten Annell den franska utmärkelsen Officier dans l'ordre des Palmes académiques. Biografen togs 2007 över av sonsonen, Göran Annell. Sedan 2012 drivs biografen av den ideella föreningen Fyrisbiografen.